# Wilhelm von Eynern
Wilhelm von Eynern (* 25. März 1806 in Barmen; † 31. Juli 1880 ebenda) war ein deutscher Kaufmann und Politiker aus dem Adelsgeschlecht Eynern.

## Leben
Von Eynern war der Sohn des Kaufmanns Johann Wilhelm von Eynern (* 1. Oktober 1773 in Barmen; † 6. April 1845 ebenda) und dessen Ehefrau Johanna Katharina geborene Ritterhaus (* 6. Oktober 1879 in Barmen; † 16. November 1842 ebenda). Er war lutherischer Konfession und heiratete am 2. August 1832 Bernhardine Juliane de Weerth (* 4. Mai 1813; † 4. April 1860 in Barmen). Friedrich von Eynern war sein Vetter.
Von Eynern war Kaufmann und Gründer des Indigo-Handlung „Wilhelm von Eynern & Co.“.
1847 war er Mitglied des Ersten Vereinigten Landtags. Er war von 1851 bis 1877 Abgeordneter im Provinziallandtag der Rheinprovinz für den Stand der Städte und die Stadt Barmen. 1879 wurde er wiedergewählt, lehnte die Wahl aber aus gesundheitlichen Gründen ab. Von 1871 bis März 1879 war er Mitglied im Provinzialverwaltungsrat. Er war Kreistagsabgeordneter im Kreis Elberfeld und von 1860 bis 1880 Stadtverordneter. Daneben war er Kirchmeister der lutherischen Gemeinde, Mitglied im Kunstverein für die Rheinlande und Westfalen und Präsident der Gesellschaft Concordia in Barmen.
Er wurde 1877 mit dem Titel Kommerzienrat und 1858 mit dem Roter Adlerorden 4. Klasse ausgezeichnet.